# レネ・ナウファフ
レネ・ナウファフ（Rene Naufahu、1970年 - ）は、ニュージーランドの俳優、脚本家、演出家。オタラ出身。
オーストラリアでも活動している。英語のほか、サモア語と日本語が話せる。弟は元ラグビー選手で俳優のジョー・ナウファフ。

## 人物
5人兄弟の長男で、父親はトンガ人、母親はサモア・アイルランド・ドイツの血が流れている。名付け親は父方の親戚であるトンガ王女サロテ・マフィレオ・ピロレヴ。トンガ女王のサローテ・トゥポウ3世は大伯母にあたる。ナウファフの父は養子であるため、トンガ王族との血縁関係はない。
ラグビー奨学金を得てオークランド・グラマー・スクールに入学し、ラグビー選手として活躍後、オークランド大学で学ぶ。オランダに留学して映画を学んだ経験もある。
俳優デビューのきっかけは当時交際していたモデルの女性からミュージックビデオの現場に誘われ、オーディションを受けたことであり、テレビドラマ『Marlin Bay』で本格的に俳優デビュー。代表作は長寿ドラマ『ショートランド・ストリート』のサム役で、1992年の番組放送開始から1996年まで出演した。
ジュディス・ウェストンとジョーン・シェッケルから演出と脚本を学び、2014年の『The Last Saint』が脚本・監督としての長編映画デビュー作となる。エンターテイメント業界以外ではスポーツトレーナーとしても活動している。
2017年、2011年から2013年までナウファフから演技のレッスンを受けていた7人の女性から2件の性暴力と15件の強制わいせつで告発を受ける。告発によればグループで演技のレッスンを受けていた女性たちにナウファフは無料で個人レッスンを行うと誘い、レッスン中に女性にキスを迫ったり胸や下半身に触れたとされる。
当初、ナウファフは告発の内容を否定していたが、同年9月に6件の罪を認め、2018年1月に1年の自宅軟禁の判決を受ける。
2019年に俳優仲間のプア・マガシヴァが自殺したことをきっかけとしてうつ病を題材とした演劇作品『Elefant』を執筆し、2020年9月に自身を主演とした公演を行うことが発表されたが、中止となった。
この演劇についてナウファフがFacebookに投稿した内容を性暴力擁護者のルイーズ・ニコラスは「自らを哀れむだけで反省の意が無い」と批判しており、ナウファフが被害者に謝罪したことは一度も無い述べている。

## 出演作品

### テレビドラマ
| タイトル                                                             | 放送年            | 役名                 | 備考             |
| -------------------------------------------------------------------- | ----------------- | -------------------- | ---------------- |
| Marlin Bay                                                           | 1992              |                      |                  |
| ショートランド・ストリート Shortland Street                          | 1992 - 1996、2014 | サム・アレーニ       |                  |
| Hercules: The Legendary Journeys                                     | 1997              | アダミ               | 第47話ゲスト     |
| All Saints                                                           | 1998              | ゲイリー・ヘッドリー | 第13話ゲスト     |
| Water Rats                                                           | 1998              | トニー・ロック       | 第72話ゲスト     |
| Tales of the South Seas                                              | 1998 - 2000       | マウリリ・レッポー   |                  |
| BeastMaster                                                          | 2000              | マタファー           | 第17話ゲスト     |
| Water Rats                                                           | 2000              | サミー・タウファ     | 第143話ゲスト    |
| SeaChange                                                            | 2000              | フェルディナンド     | 第33話ゲスト     |
| Street Legal                                                         | 2002              | アルビー・クーパー   | 第34・35話ゲスト |
| Always Greener                                                       | 2003              | ネイサン・リトル     | 第34・35話ゲスト |
| パワーレンジャー・S.P.D. Power Rangers S.P.D                         | 2005              | グラム皇帝           |                  |
| Mataku                                                               | 2005              | ケビン               | 第15話ゲスト     |
| パワーレンジャー・S.P.D. Power Rangers S.P.D                         | 2005              | 港湾労働者           | 第11話ゲスト     |
| パワーレンジャー・サムライ Power Rangers Super Samurai               | 2011              | メンター・ジイ       |                  |
| パワーレンジャー・スーパーサムライ Power Rangers Super Samurai       | 2012              | メンター・ジイ       |                  |
| パワーレンジャー・スーパーメガフォース Power Rangers Super Megaforce | 2014              | メンター・ジイ       | 第5話ゲスト      |

### 映画
| タイトル                                                       | 公開年 | 役名                           | 備考                                 |
| -------------------------------------------------------------- | ------ | ------------------------------ | ------------------------------------ |
| マトリックス リローデッド The Matrix Reloaded                  | 2003   | ザイオン・ゲート・オペレーター |                                      |
| ポリネシアの伝説 〜少年は海を渡る〜 The Legend of Johnny Lingo | 2003   | サリ                           |                                      |
| マトリックス レボリューションズ The Matrix Revolutions         | 2003   | ザイオン・ゲート・オペレーター |                                      |
| No. 2                                                          | 2006   | エラスムス                     | ニュージーランド映画賞助演男優賞受賞 |
| エア・フォースII In Her Line of FireIn Her Line of Fire        | 2006   | ソリア                         |                                      |
| The Witch & the Woodsman                                       | 2010   | きこり                         | 短編映画                             |
| Russian Snark                                                  | 2010   | ヴィンセント                   |                                      |

### テレビ映画
| タイトル                                                   | 放送年 | 役名           | 備考 |
| ---------------------------------------------------------- | ------ | -------------- | ---- |
| House of Sticks                                            | 1997   | ポール         |      |
| Green Sails                                                | 2000   | フィル         |      |
| プレデター・ソルジャー Code Red                            | 2001   | タイラー       |      |
| Power Rangers Samurai: Clash of the Red Rangers: The Movie | 2011   | メンター・ジイ |      |

### 舞台
| タイトル                  | 公開年 | 役名       | 備考 |
| ------------------------- | ------ | ---------- | ---- |
| The New Rocky Horror Show | 1996   | ロッキー   |      |
| Ladies Night Wesley       | 1997   | ウェスレー |      |

### ゲーム
| タイトル         | 発売年 | 役名                           | 備考 |
| ---------------- | ------ | ------------------------------ | ---- |
| Enter the Matrix | 2003   | ザイオン・ゲート・オペレーター |      |

## 参加作品
| テレビドラマ   | テレビドラマ | テレビドラマ | テレビドラマ   |
| タイトル       | 放送年       | 担当         | 備考           |
| -------------- | ------------ | ------------ | -------------- |
| The Market     | 2005         | 脚本・監督   | 13話担当       |
| 映画           |              |              |                |
| タイトル       | 公開年       | 担当         | 備考           |
| The Last Saint | 2014         | 脚本・監督   | 映画デヒュー作 |